# Wendy Allen
Wendy Irene Allen (* 16. November 1944 in San Pedro, Kalifornien) ist eine ehemalige US-amerikanische Skirennläuferin.

## Karriere
Allen war Ende der 1960er Jahre als Skirennläuferin aktiv. 1966 gewann sie den Riesenslalom im Rahmen des Sun Valley Challenge Cup. Im gleichen Jahr nahm sie erstmals an Alpinen Skiweltmeisterschaften teil. Bei den in Portillo ausgetragenen Weltmeisterschaften erreichte sie ihr bestes Ergebnis mit Rang 5 im Slalom. Auf ihre drittplatzierte Mannschaftskameradin Penny McCoy fehlten ihr nur knapp vier Zehntelsekunden. Im darauffolgenden Jahr wurde Allen US-amerikanische Vizemeisterin im Slalom.
Am 11. Januar 1968 gewann Allen ihre ersten Punkte im Alpinen Skiweltcup, sie belegte Rang 4 beim Slalom in Grindelwald. Im weiteren Saisonverlauf wurde Allen für die Olympischen Winterspiele in Grenoble. Dort konnte sie jedoch nicht an die guten Leistungen aus dem Weltcup anknüpfen. Im Riesenslalom belegte sie lediglich den 22. Platz, im Slalom wurde sie im ersten Durchgang disqualifiziert.
Ihren einzigen Podestplatz im Weltcup erreichte Allen am 16. März 1968 beim Slalom von Oslo mit Rang hinter ihrer Landsfrau Kiki Cutter und der Französin Isabelle Mir.
Nach dem Winter 1968 beendete Allen ihrer aktive Laufbahn als Skirennläuferin.

## Erfolge

### Olympische Winterspiele
- Grenoble 1968: 22. Riesenslalom, DNF Slalom

### Weltmeisterschaften
- Portillo 1966: 5. Slalom, 8. Kombination, 11. Riesenslalom, 22. Abfahrt[1]
- Grenoble 1968: 22. Riesenslalom, DNF Slalom

### Weltcup
- 8 Platzierungen unter den besten 10, davon ein Podestplatz

### Weitere Erfolge
- US-amerikanische Vizemeisterin im Slalom (1967)